# Peter Larsson (regissör)
Peter Larsson, född 1979 i Örebro, är en svensk kortfilmare.
Larsson har studerat vid Fellingsbro folkhögskola samt animation och experimentfilm på Folkuniversitetet och i Visby. Han debuterade med Mannen som inte kom någonstans, vilken nominerades till en Guldbagge 2007 i kategorin Bästa kortfilm.